# Зязиков-Юрт
Зя́зиков-Юрт (ингуш. Заьзгакъонгий-Коа) — село в Малгобекском районе Республики Ингушетия.
Образует муниципальное образование сельское поселение Зязиков-Юрт как единственный населённый пункт в его составе.

## География
Село расположено в Алханчуртской долине, в 14 км к востоку от районного центра — Малгобек и в 50 км к северу от города Магас.
Ближайшие населённые пункты: на северо-западе — село Южное и станица Вознесенская, на северо-востоке — село Аки-Юрт, на юге — село Нижние Ачалуки, на юго-востоке — село Новый Редант и на западе — село Сагопши и город Малгобек.

## История
В ходе бессистемной нефтедобычи и использования природного ландшафта на территории города Малгобека и Малгобекского района Ингушетии на протяжении нескольких десятилетий, возникли непоправимые нарушения экологии. В результате территория, изначально подверженная оползневой опасности, превратилась практически в зону сплошных оползневых деформаций, что привело к риску проживания людей в данном районе.
Всероссийским научно-исследовательским институтом падрогеологии и инженерной геологии Госкомнедра, в 1993 году было проведено обследование оползневой зоны Малгобекского района. По их заключению местность была отнесена к зоне стихийного бедствия.
На основании данного заключения, Правительством Республики Ингушетия в том же году была разработана целевая программа по переселению более 3000 семей из оползневой местности, в том числе 500 семей в первоочередном порядке.
Распоряжением Правительства Российской Федерации от 8 мая 1993 года № 773-р, было принято решение о выделении финансовых средств и начато строительство первой очереди на 500 домов в новом посёлке — Зязиков-Юрт.
На выделенные финансовые средства с 1993 года по 1995 год было построено 355 жилых домов. Всего за период с 1993 года по 2003 год было построено 494 дома для жителей оползневой зоны города Малгобек и Малгобекского района в селе Зязиков-Юрт.

## Население
| 1926  | 2006  | 2007  | 2008  | 2009  | 2010  | 2011  |
| ----- | ----- | ----- | ----- | ----- | ----- | ----- |
| 200   | ↗2853 | ↗2882 | ↗2914 | ↗2961 | ↗4027 | ↗4038 |
| 2012  | 2013  | 2014  | 2015  | 2016  | 2017  | 2018  |
| ↗4171 | ↗4292 | ↗4561 | ↗4742 | ↗4936 | ↗5043 | ↗5147 |
| 2019  | 2020  | 2021  | 2023  | 2024  | 2025  |       |
| ↗5296 | ↗5409 | ↘4653 | ↗4730 | ↗4792 | ↗4864 |       |

Национальный состав
По данным Всероссийской переписи населения 2010 года:
| № | Национальность | Численность, чел. | Доля    |
| - | -------------- | ----------------- | ------- |
| 1 | ингуши         | 3840              | 95,36 % |
| 2 | чеченцы        | 88                | 2,18 %  |
| 3 | турки          | 45                | 1,12 %  |
| 4 | другие         | 54                | 1,34 %  |